# 錐尾蚜
錐尾蚜（学名：Aphis formosana）为常蚜科蚜屬下的一个种。